# Drummond (Nuevo Brunswick)
Drummond es una parroquia canadiense situada en la provincia de Nuevo Brunswick.

## Superficie
Drummond tiene una superficie de 1013,66 km².

## Demografía
En 2021, tenía 2095 habitantes, una densidad poblacional de 2,1 hab./km², y 899 viviendas.